# Dmitri Petrowitsch Wolkonski

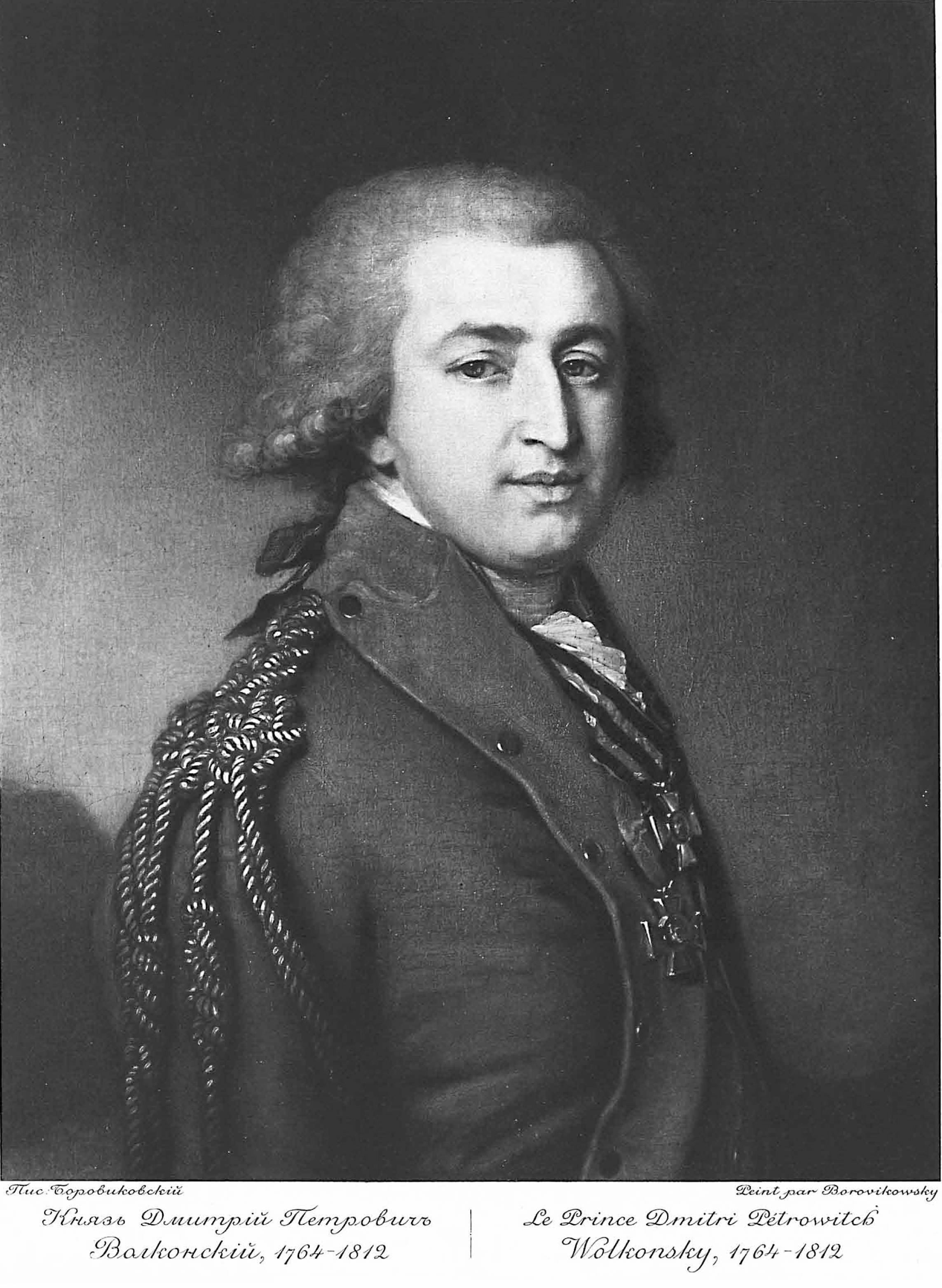
Fürst Dmitri Petrowitsch Wolkonski

Dmitri Petrowitsch Wolkonski (russisch: Дмитрий Петрович Волконский; * 1764; † 30. September 1812 in Rjasan) war ein russischer Fürst, Generalleutnant der Kaiserlich-russischen Armee und Militärgouverneur in Archangelsk.

## Leben
D. P. Wolkonski diente im Preobraschenski Leib-Garderegiment und wurde am 4. März 1788 vom Oberleutnant zum Hauptmann befördert. Am 31. Dezember 1792 erhielt er die Beförderung zum Oberst. Er war im Kriegseinsatz gegen die polnischen Rebellen im Russisch-Polnischen Krieg eingesetzt und verteidigte erfolgreich die Befestigungsanlagen der Stadt Wilna. Es folgte 1797 die Beförderung zum Brigadier und 1798 zum Generalleutnant. 1801 wurde er Kommissionsmitglied des Komitees für die Belange der Armee, deren Vorsitz Großfürst Konstantin Pawlowitsch Romanow (1779–1831) Inne hatte. 1804 war er Befehlshaber im Kaukasus und wurde 1807 als Generalquartiermeister aus der kaiserlichen Armee entlassen. Er starb nach langer Krankheit am 30. September 1812 in dem Dorf Malinki in der Oblast Rjasan und wurde dort vorübergehend beigesetzt.

## Auszeichnungen
- 1794 Russischer Orden des Heiligen Georg, 3. Klasse
- Orden des Heiligen Johannes von Jerusalem

## Herkunft und Familie

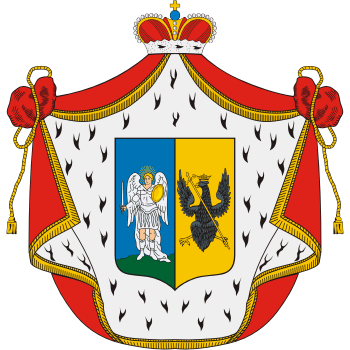
Wappen der Fürsten Wolkonski

Knes D. P. Wolkonski stammte aus dem Geschlecht der Rurikiden und gehörte dem Fürstengeschlecht Wolkonski an. Sein Vater war Fürst Pjotr Alexandrowitsch Wolkonski (1724–1801), der mit Anisya Ivanowna Gagin (1737–1782) verheiratet war. Sein Neffe war der russische Generalfeldmarschall Pjotr Michailowitsch Wolkonski (1776–1852) aus der baltischen Linie.

## „La tante militaire“

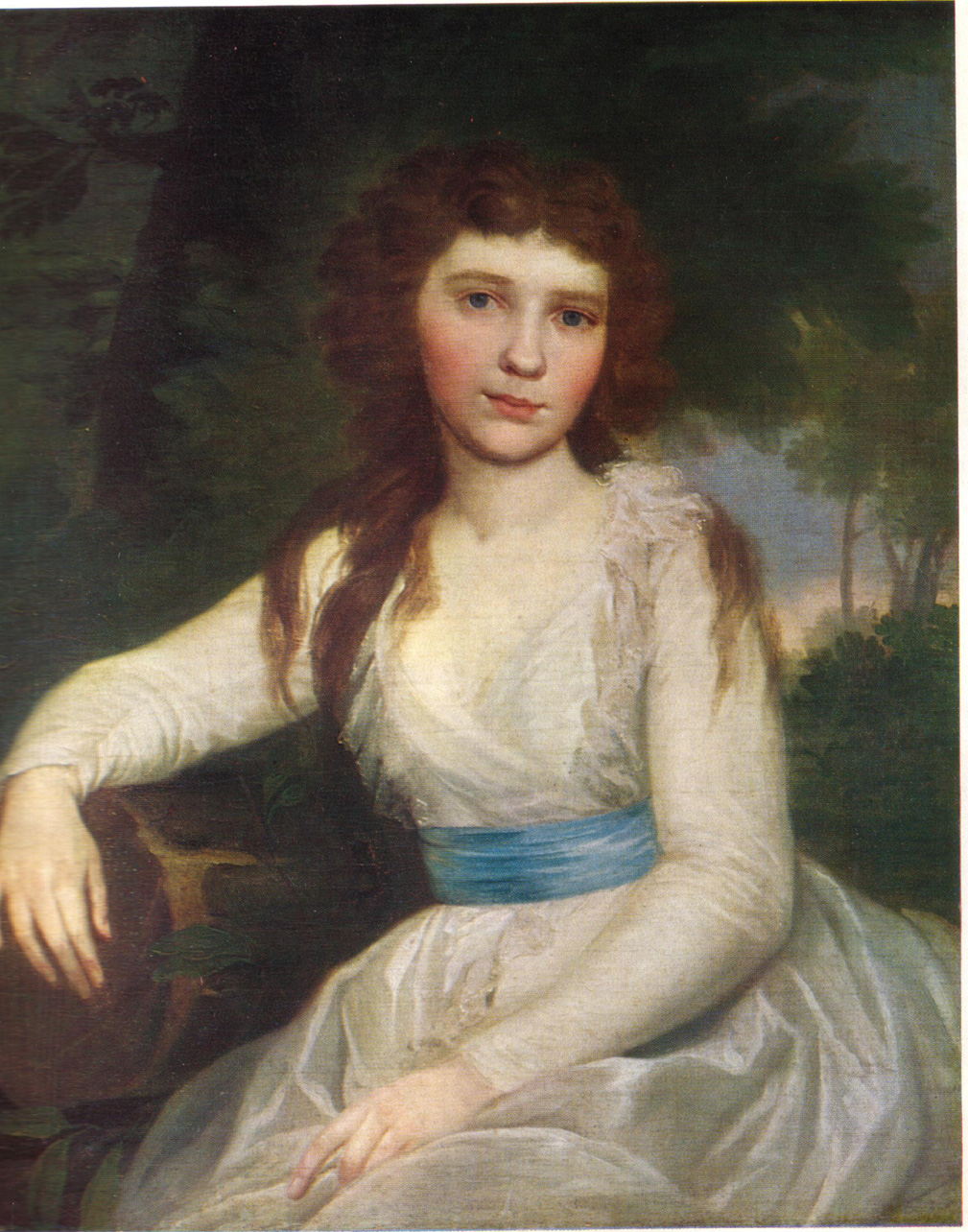
Katharina Alexejewna Wolkonskaja geb. Melgunov (1770–1855)

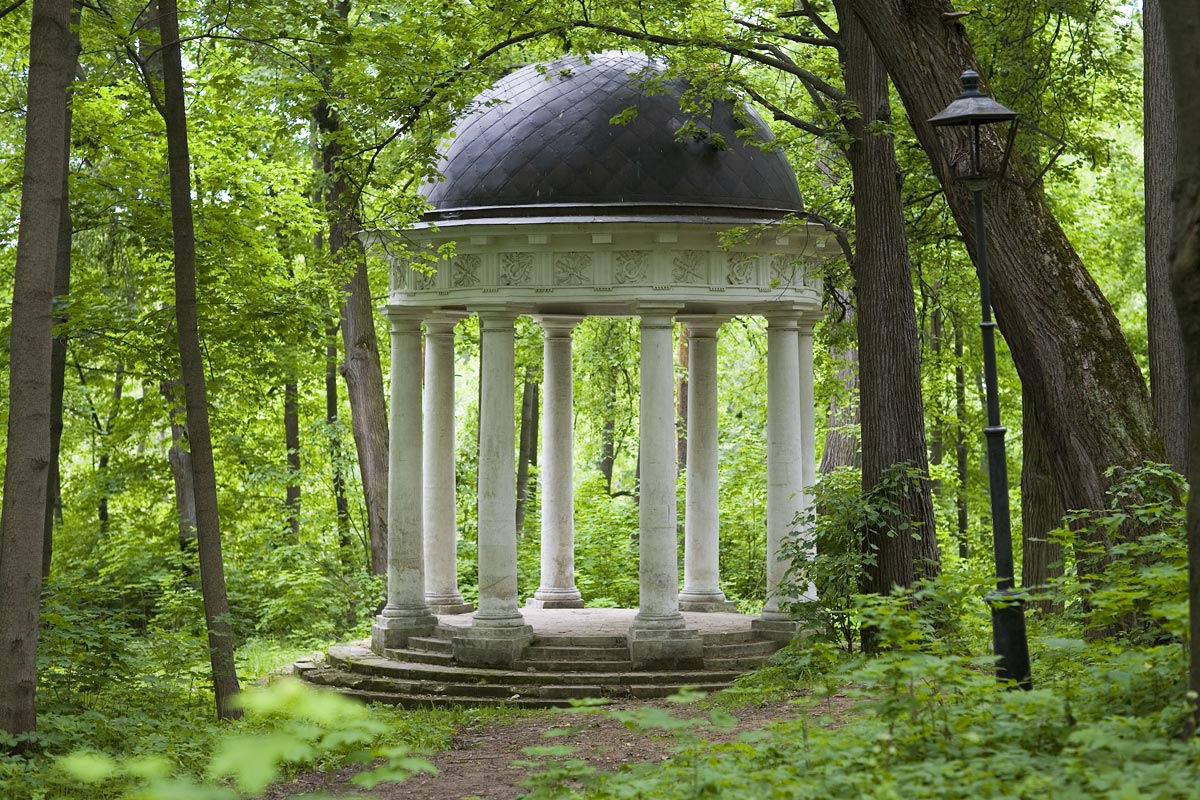
Wolkonski-Mausoleum

Dmitri Petrowitsch heiratete Katherina Alexejewna (1770–1855), eine geborene Fürstin Melgunov, deren Vater A. P. Melgunow Gouverneur von Wologda und Gouvernement Archangelsk war. Unter seiner Leitung wurde der Aufbau von Provinz- und Kreisstädten vorangetrieben, zu diesen Orten zählte auch Suchanowo. Katharina erbte das Herrenhaus der Familie, förderte in Suchanowo Kunst und Bauwesen und initiierte karitative Werke. Im September 1812, nach dem Tod ihres Ehemannes, ließ sie das Wolkonski-Mausoleum errichten. Es wurde 1813 von dem Schweizer Architekten Domenico Gilardi entworfen und gemeinsam mit Afanassi Grigorjewitsch Grigorjew errichtet, zu einem Denkmal für Kriegshelden erbaut und zur letzten Ruhestätte des D. P. Wolkonski. In einem größeren Komplex wurden zwei Armenhäuser für behinderte Kriegsveteranen eingerichtet. Durch die engen verwandtschaftlichen Beziehungen Katharinas zum Zarenhof, Alexander I. (1777–1825) war ihr Neffe und Freund ihres Ehemannes trat sie als Förderin ehemaliger Soldaten auf und wurde zur Hofdame ernannt. Auf Grund ihres Engagements erhielt sie den Beinamen „la tante militaire“. In Anerkennung ihrer sozialen und kulturellen Leistungen wurde sie mit dem Russischen Orden der Heiligen Katharina ausgezeichnet.